# Teatr na Pohulance
Teatr na Pohulance – teatr w Wilnie, od 1913 siedziba Teatru Polskiego; w latach 1925–1929 siedziba teatru „Reduta”.

## Historia
Nazwa pochodzi od nazwy ulicy Wielka Pohulanka (obecnie J. Basanavičiusa), przy której się znajduje. Wzniesiony w latach 1912–1914 z inicjatywy Hipolita Korwin-Milewskiego według projektu architektów Aleksandra Parczewskiego i Wacława Michniewicza ze składek społeczeństwa polskiego ówczesnego Wilna. Budynek przekazany został władzom miasta pod warunkiem, iż będą tu występować wyłącznie teatry polskie. Gmach wykazuje pewne cechy architektury barokowej i romańskiej.

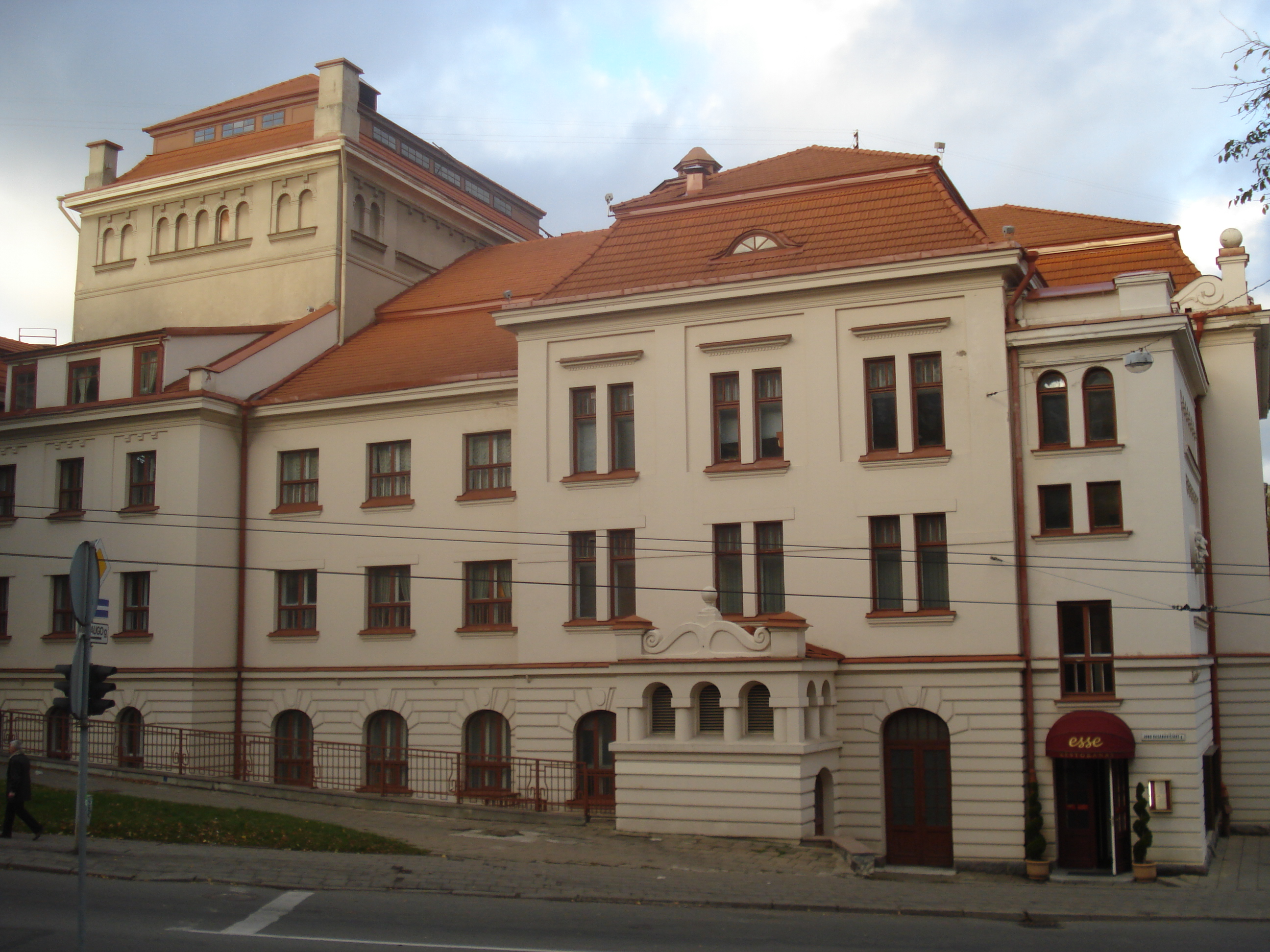
Teatr na Pohulance (2007)

Teatr w czasach zaboru carskiego był jedną z najbardziej znaczących placówek o przeznaczeniu kulturalnym i artystycznym. W 1922 r. był miejscem obrad Sejmu Litwy Środkowej. W latach 1925–1929 budynek teatru na Pohulance był siedzibą teatru-laboratorium „Reduta” kierowanego przez Juliusza Osterwę. W kolejnych latach na jego scenie debiutowała lub występowała cała czołówka polskich artystów, szczególny ich napływ miał miejsce w czasie okupacji.
Na tej scenie występowali znani polscy aktorzy: Irena Eichlerówna, Nina Andrycz, Henryk Borowski, Hanka Ordonówna, Aleksander Zelwerowicz, Zygmunt Bończa-Tomaszewski, Zdzisław Mrożewski, Danuta Szaflarska, Jerzy Duszyński, Igor Przegrodzki, Hanka Bielicka.
Po II wojnie światowej, wbrew intencji ofiarodawców, którzy zastrzegli, że Teatrze mają występować tylko zespoły polskie, budynek został przekazany Litewskiemu Teatrowi Opery i Baletu, następnie mieścił się tu Teatr Młodzieży (litew. Jaunimo Teatras), od 1986 jest to siedziba Litewskiego Rosyjskiego Teatru Dramatycznego.
We wrześniu 2022 w reakcji na agresję Rosji na Ukrainę przemianowano teatr na Wileński Teatr Stary.